# گیروود (آلاسکا)

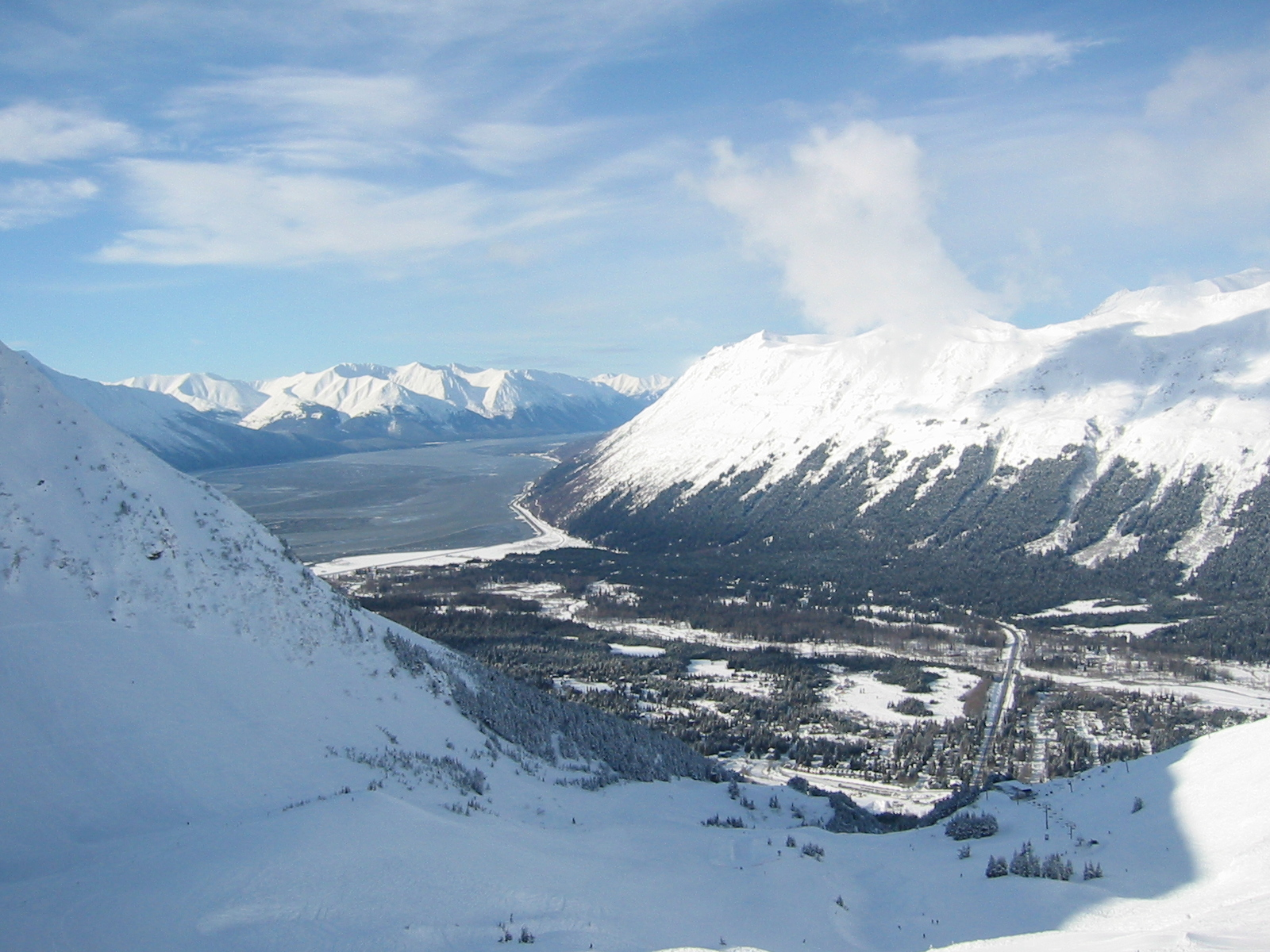
نمایی از شهر گیروود در ایالت آلاسکا - ۲۰۰۴

گیروود (به انگلیسی: Girdwood) شهری در بخش انکوریج ایالت آلاسکا است که جمعیت آن در سرشماری سال ۲۰۰۰ میلادی ۱۸۱۷ نفر بوده‌است.